# Medusa'Scream
Medusa'Scream — російський рок-гурт, створений у 2004 році у Волгограді. За 7 років існування гурт випустив три альбоми та 8 синглів.

## 2005–2007 роки
Після кількох вдалих виступів, і півтора року репетицій, учасники гурту вирішили записати демо-диск. Платівка, що складалася з 6 пісень, була записана в домашніх умовах, і отримала назву «[Demo]нстрация». До цього моменту група змінила кілька назв і остаточно зупинилася на «Medusa'scream». Свій перший альбом юні музиканти роздавали друзям, дарували гостям на концертах і поширювали в інтернеті.
Відправною точкою в історії групи «Medusa'scream» вважається квітень 2005 року. З тих пір щороку, в квітні, «Медузи» відзначають свій день народження великим сольним концертом.
У 2007 році, накопичивши новий матеріал, Medusa'scream приступили до серйозного студійного запису свого дебютного міні-альбому. Саме тоді на групу звернув увагу відомий лейбл «KapKan records». До грудня 2007 року все було готове, і перший тираж платівки з'явився на прилавках музичних магазинів країни. Кліп на пісню «Хотел остаться» потрапив в ротацію телеканалу A1 і переміг у глядацькому голосуванні на телеканалі OTV.
Влітку 2009 року Medusa'scream виступили на найбільшому фестивалі Росії і СНД «Нашестя», хедлайнерами якого були Ляпіс Трубецкой, Мумій Троль, Браво, Кипелов, Сплин, Чайф і багато інших. Тоді на фестивалі «Нашестя» побували 98 тисяч глядачів.

## Альбом «Калипсо» 2010 року
Відзначивши своє п'ятиріччя невеликим туром, група випустила нову платівку під назвою «Каліпсо». Під кінець року хлопці зняли кліп на жартівливу пісню «Оле-Оле!», присвячену чемпіонату світу з футболу 2018 року в Росії. Кліп виявився настільки популярним в інтернеті, що всього за кілька днів вибрався до топ-чарту сайту Youtube.com, після чого групу помітили монстри музичного бізнесу — телеканали MTV і Муз-тв. Про пісню розповідали в новинах, а канал муз-тв запросив «Медуз» взяти участь у новому телепроєкті «Имхочарт». У тому ж році пісня Medusa'scream — «Дальше, чем можно» потрапила до всеросійської ротації радіостанцій «Максимум» і «Маяк».
Гурт також виступав на одній сцені з відомими радянськими виконавцями, такими як: Психея, Amatory, Jane Air, Neversmile, Stigmata, Фантастика, Слот, Олександр Ф. Скляр і Олександр Іванов.

## Склад гурту
Давид Тегерашвілі — вокал, перкуссія, хорус
Євген «Женя» Коїч — гітара, бек-вокал
Михайло Оншин — бас, бек-вокал

### Колишні учасники
Євгеній Боришкін — Вокал (2005–2010)

## Дискографія

### Альбоми
- [demo]нстрация (Demo, self-released, 2005)
- Medusa'scream (EP, Kap-Kan Records, 2007)
- Калипсо (EP, Kap-Kan Records, 2010)

### Сингли
| Рік  | Назва                            | Продюсер                |
| ---- | -------------------------------- | ----------------------- |
| 2006 | «Ты слышишь?»                    | Ты слышишь? [Single]    |
| 2007 | «Хотел Остаться»                 | Medusa'Scream [EP]      |
| 2008 | «Песок»                          | Medusa'Scream [EP]      |
| 2008 | «Нули и Единицы [Zeroes & Ones]» | Zeroes & Ones [Single]  |
| 2010 | «Оле-оле [Россия 2018]»          | Оле-оле [Single]        |
| 2011 | «Нет смерти. Нет Боли.»          | Калипсо [EP]            |
| 2011 | «Никто. Никогда.»                | Калипсо [EP]            |
| 2011 | «Колёса и марки»                 | Колёса и марки [Single] |

### Відеокліпи
| Рік  | Назва                   |
| ---- | ----------------------- |
| 2007 | «Хотел Остаться»        |
| 2008 | «Песок»                 |
| 2008 | «Нули и Единицы»        |
| 2010 | «Оле-оле»               |
| 2011 | «Нет смерти. Нет Боли.» |
| 2011 | «Никто. Никогда.»       |
| 2011 | «Колёса и марки»        |